# Reposiano

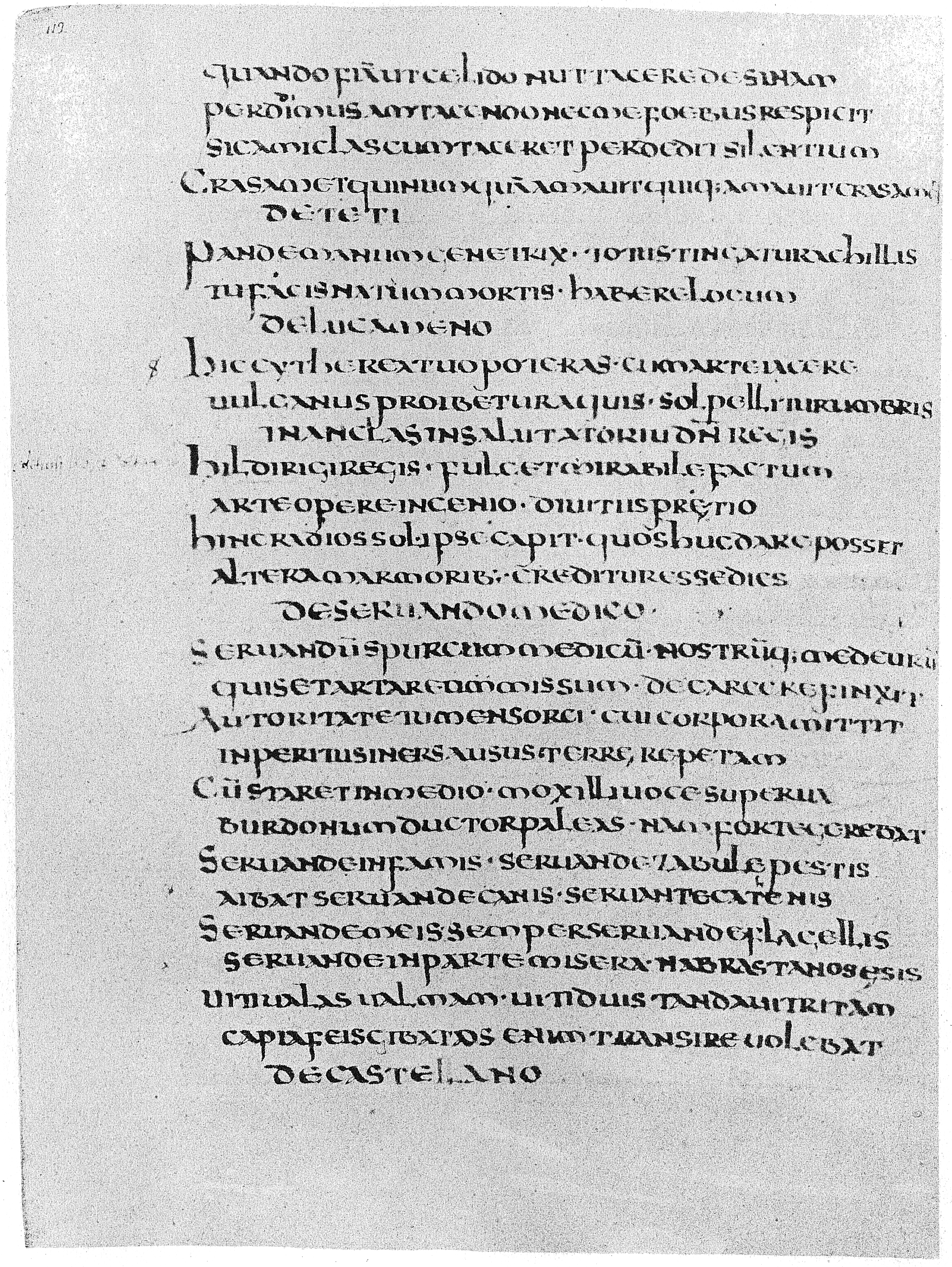
Pagina del codice Salmasianus, principale “testimonio” dell'Anthologia Latina in cui è il carme di Reposiano

Reposiano (in latino Reposianus; III secolo) è stato un poeta romano in lingua latina del III o IV secolo.

## Biografia
Reposiano, a giudicare dallo stile e dalla metrica, sarebbe fiorito nel III secolo d.C. Infatti, se la tecnica del verso è in generale abbastanza corretta, si riscontrano imprecisioni prosodiche che attestano lo scadimento del senso della quantità verificatosi durante quest'epoca.

## La relazione di Venere e Marte
Nella sua opera, il vivace epilio in 182 esametri De concubitu Martis et Veneris, Reposiano descrive il tema omerico e la ripresa lucreziana degli amori di Marte e Venere.

Il poemetto, che si evidenzia come una variazione retorica sul tema omerico, è ricco di divagazioni ecfrastiche sullo scenario naturale in cui le due divinità si incontrano per i loro amplessi, anche se Reposiano mira a dare una coloritura morale al suo epillio:
dei vostri amoriː ché Venere stessa,

a cui soggette sono fiamma e ardori,

che amar poteva con sicuro amore,

che insegna insegna inganni e custodisce frodi,

non riuscì a tener segreti incontri»
(Vv. 1-5 - trad. A. D'Andria)
Inoltre, la tendenza sovrabbondante e artificiosa di Reposiano lo porta ad una amplificatio eccessiva, quasi barocca, che risolve l'epillio in pura descrizione, mentre la narrazione propriamente detta si limita ad una porzione minima e assai sbrigativa.
Sulla traccia narrativa si sviluppano anche qui eleganti descrizioni di maniera, come quella del bosco in cui i due si incontrano, e non si rifugge dall'indugiare anche sull'esaltazione plastica dei due corpi divini, tratto quest'ultimo riconducibile a un tipico gusto del periodo. Le tematiche e lo stile in generale sono analoghi a quelli di Pentadio: senso cosmico dell'amore, rapporto tra l'amore e il rifiorire primaverile della natura, erudizione, eleganza formale.